# Pennisetum henryanum
Pennisetum henryanum är en gräsart som beskrevs av Forest Buffen Harkness Brown. Pennisetum henryanum ingår i släktet borstgräs, och familjen gräs. Inga underarter finns listade i Catalogue of Life.